# Torre de Terrinches
La torre o castillo de Terrinches (Provincia de Ciudad Real, España), está situada en el poniente del municipio.

## Hist
Perteneció a los caballeros santiaguistas, y parece ser del siglo XIII avanzado, tal vez de los tiempos de Alfonso X el Sabio y era regentada por un Alcaide, nombrado por el Comendador Mayor de Castilla. La finalidad de esta torre era la de servir de refugio y defensa para los vecinos del pueblo en caso de que hubiera un ataque por parte de los musulmanes, lo que entonces era frecuente.
En 1282 sufrió un ataque del sultán de Marruecos Aben Yucef, que arrasó la zona, llegando a prender fuego a la torre sin conseguir la rendición de sus defensores.

## Descripción
Se trata de una construcción de planta cuadrada, con 17 metros de largo que ocupa una superficie de 289 metros cuadrados, consta de una planta baja usada como almacén con grandes tinajas y una planta principal, con tres ventanales al exterior que han perdido sus balcones. Cuenta también con varias saeteras en sus muros.
Ambos pisos tienen una bóveda de doble cañón apuntado que descansa sobre dos grandes pilares de sillería; una escalera empotrada en el muro oeste permite llegar a la primera planta y otra en la pared opuesta sube a la terraza defensiva, que tenía matacanes en sus frentes.
Los materiales utilizados para su construcción son la cal y cantos de piedra caliza.
Esta fortaleza ha perdido el parapeto y las almenas. La torre estuvo rodeada por una muralla, con torreones circulares en los ángulos. En la actualidad, de las defensas exteriores solo se conserva uno de los lados, con dos torres de la muralla.